# Saltholm
Saltholm är en dansk ö i Öresund. Saltholm ligger fem kilometer öster om Amager och omkring tolv kilometer från Rådhuspladsen i Köpenhamn. Öresundsbron passerar omkring en kilometer sydväst om ön. Med en area av 16 kvadratkilometer är det Danmarks tjugoförsta största ö. 
Den ibland på svenska använda namnformen Saltholmen har tidigare även förekommit på danska.
Saltholm är nästan helt platt; dess högsta punkt är Harehøj (tre meter över havet). Det finns nästan inga träd, utan ön består av en stor äng som ibland översvämmas vid oväder. Därför har den traditionellt använts som betesmark och på sommaren går där 1 000 kor. Ön har ett rikt och varierat växt- och djurliv och av hänsyn till det har planerna på att bebygga ön trots dess attraktiva läge skrotats om och om igen, bland annat fanns det så sent som 1983 planer på att bygga en ny flygplats på ön. Varje sommar föds 18 000 fågelungar på ön av 70 000 fåglar som använder den som sommarens boplats.
Strax söder om Saltholm ligger den konstgjorda ön Pepparholm. 

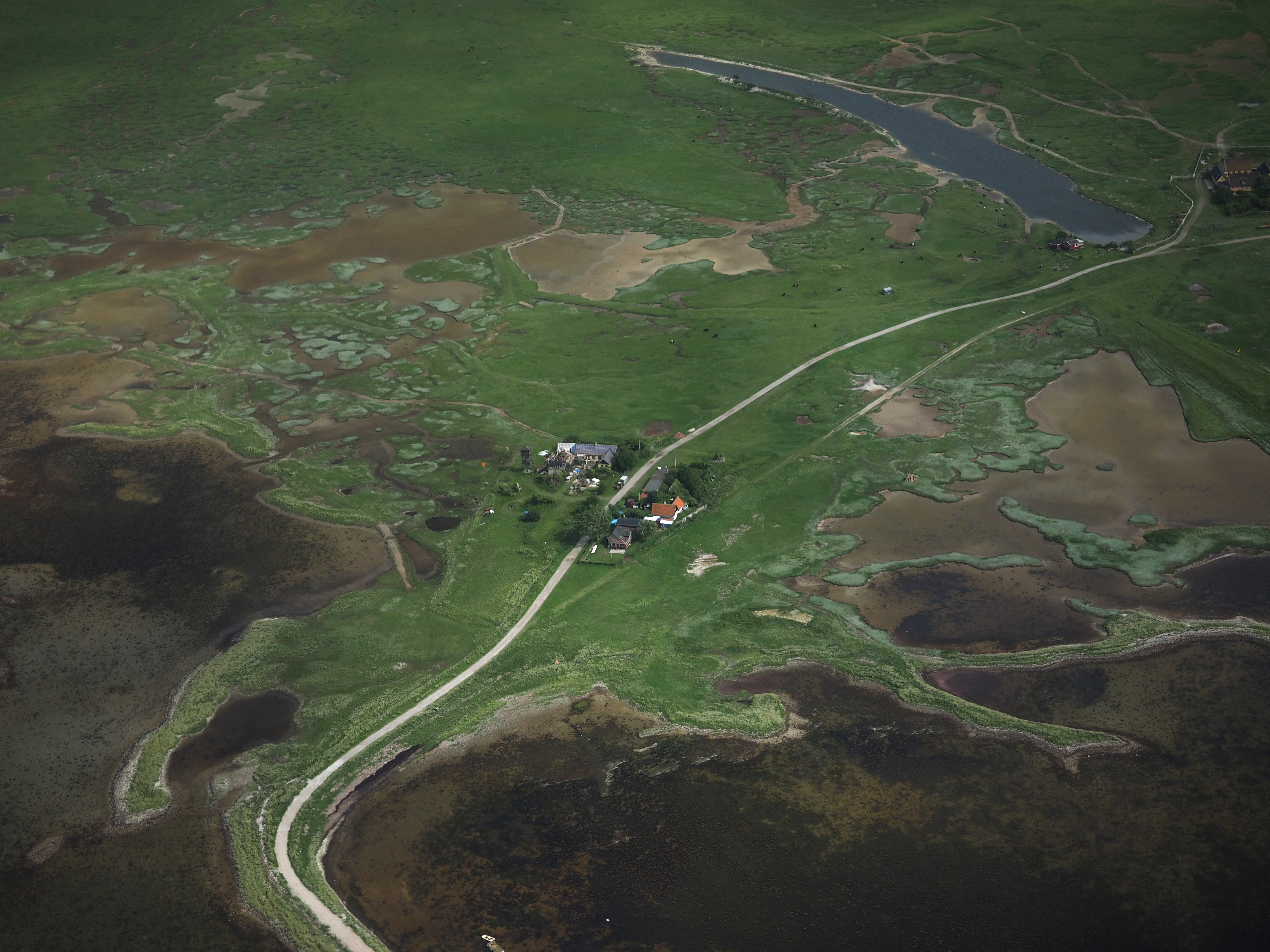
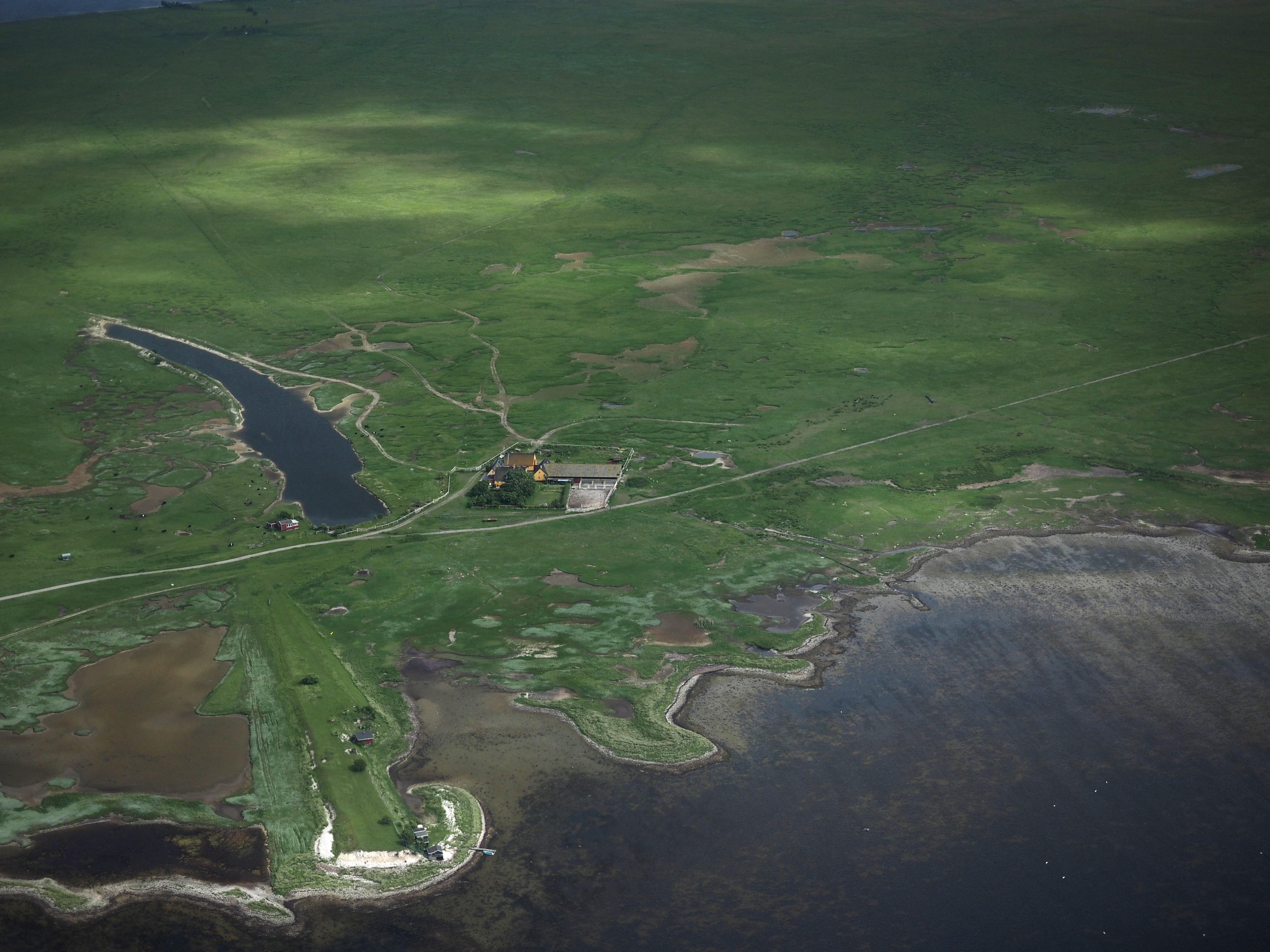
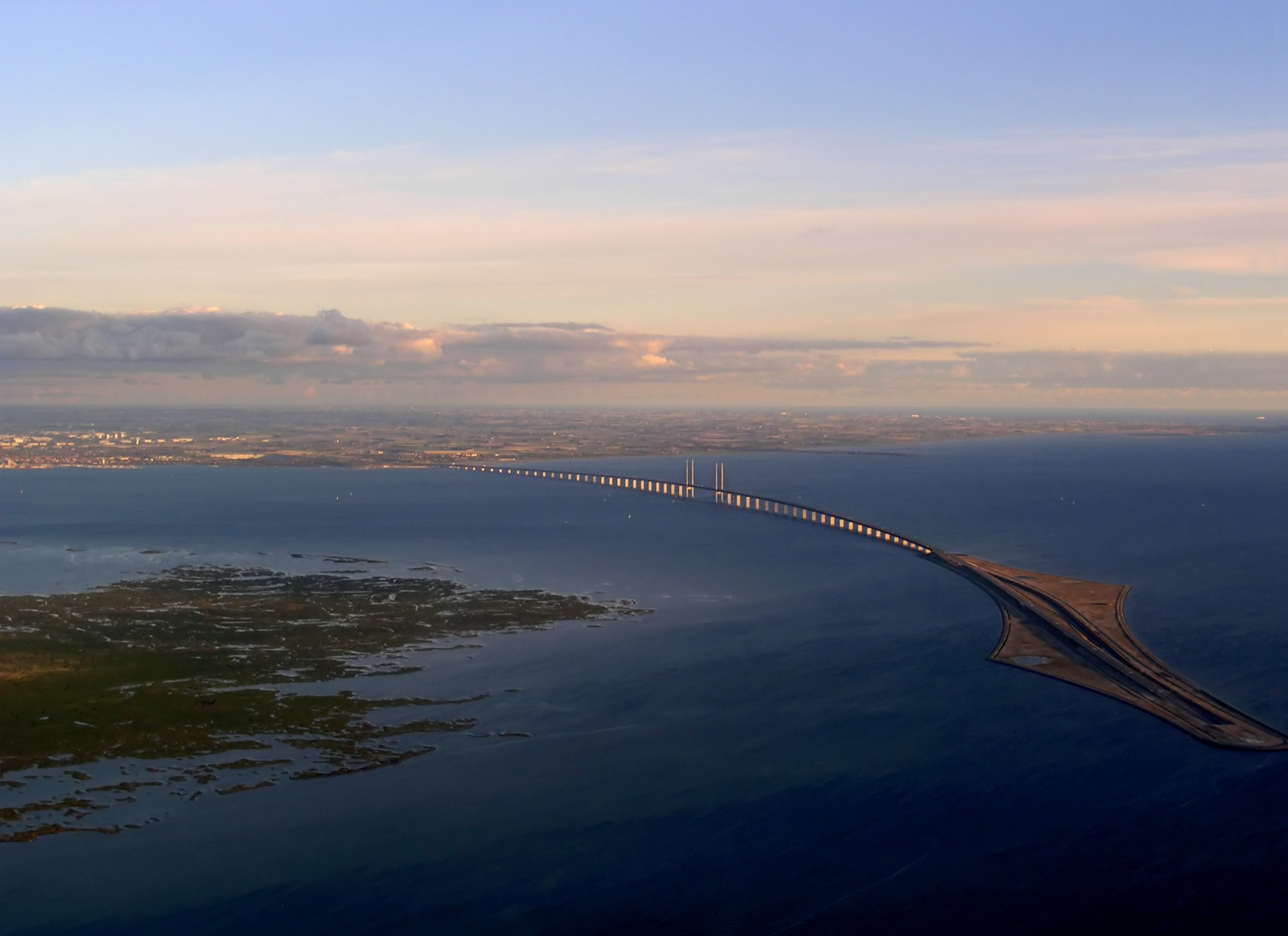

## Historia
Saltholms kända historia går tillbaka till omkring 1230, då ön för första gången nämns i Kung Valdemars Jordebok. Valdemar skänker då ön till Niels, biskop av Roskilde. Ön ingick i de ursprungliga kraven på danska landavträdelser till Sverige i de inledande förhandlingarna inför Roskildefreden 1658 .
Kravet släpptes dock snart från svensk sida.
I början av 1700-talet användes ön som karantänstation för att hindra pestsmitta att sprida sig till Köpenhamn. Alla som ville besöka den danska huvudstaden var tvungna att tillbringa 40 dagar på ön innan de tilläts gå iland. Under första världskriget användes ön som en del av Köpenhamns försvar och soldater blev utposterade. Mellan 1919 och 1936 fanns det en skola på ön men invånarantalet har sedan dess sjunkit och 2020 fanns, enligt Danmarks statistik, två invånare.